# Vysoký kámen
Vysoký kámen este o arie protejată (arie specială de conservare — SAC, sit de importanță comunitară — SCI) din Republica Cehă întinsă pe o suprafață de 2,47 ha, integral pe uscat.

## Localizare
Centrul sitului Vysoký kámen este situat la coordonatele 50°18′06″N 12°24′26″E / 50.301667°N 12.407222°E.

## Înființare
Situl Vysoký kámen a fost declarat sit de importanță comunitară în aprilie 2005 pentru a proteja un număr necunoscut de specii din flora spontană și fauna sălbatică aflate în arealul zonei. Situl a fost protejat și ca arie specială de conservare în iulie 2012.

## Biodiversitate
Situată în ecoregiunea continentală, aria protejată conține 2 habitate naturale: Pante stâncoase silicioase cu vegetație casmofită, Pajiști uscate europene.
La baza desemnării sitului se află un număr nedeclarat de specii protejate.